# ŽNL Šibensko-kninska 2002./03.
Ovaj članak je podtema članka: 4. rang HNL-a 2002./03.

ŽNL Šibensko-kninska u sezoni 2002./03. je predstavljala jedinu županijsku ligu u Šibensko-kninskoj županiji, te ligu četvrtog stupnja hrvatskog nogometnog prvenstva. 
 
Sudjelovalo je ukupno osam klubova, a prvak je bio klub "Dinara" iz Knina. 

## Sustav natjecanja
Osam klubova je igralo dvokružnu ligu (14 kola). 

## Sudionici
- Dinara – Knin
- DOŠK – Drniš
- Mihovil – Šibenik
- Mladost – Tribunj
- SOŠK – Skradin
- Vodice – Vodice
- Zagora – Unešić
- Zrinski – Kijevo

## Ljestvica
| Poz. | Momčad          | U  | P | N | I  | G+ | G– | G+/– | Bod. | Nastavak natjecanja ili ispadanje |
| ---- | --------------- | -- | - | - | -- | -- | -- | ---- | ---- | --------------------------------- |
| 1.   | Dinara (P)      | 13 | 8 | 4 | 1  | 24 | 5  | +19  | 28   | Kvalifikacije za 3. HNL – Jug     |
| 2.   | Zagora Unešić   | 13 | 8 | 3 | 2  | 30 | 9  | +21  | 27   |                                   |
| 3.   | Vodice          | 13 | 7 | 2 | 4  | 17 | 10 | +7   | 23   |                                   |
| 4.   | DOŠK Drniš      | 13 | 7 | 2 | 4  | 22 | 19 | +3   | 23   |                                   |
| 5.   | SOŠK Skradin    | 13 | 5 | 0 | 8  | 25 | 25 | 0    | 15   |                                   |
| 6.   | Mihovil         | 13 | 4 | 2 | 7  | 17 | 29 | −12  | 14   |                                   |
| 7.   | Zrinski Kijevo  | 7  | 2 | 1 | 4  | 10 | 14 | −4   | 7    | Odustali od natjecanja            |
| 8.   | Mladost Tribunj | 13 | 1 | 0 | 12 | 7  | 41 | −34  | 2    |                                   |

1. ↑  1 bod oduzet od saveza.

## Rezultatska križaljka
| kratica | klub            | DIN | DOŠK | MIH | MLA | SOŠK | VOD | ZAG | ZRI |
| --- | --------------- | --- | ---- | --- | --- | ---- | --- | --- | --- |
| DIN | Dinara Knin     |     |      |     |     |      |     |     |     |
| DOŠK | DOŠK Drniš      |     |      |     |     |      |     |     |     |
| MIH | Mihovil Šibenik |     |      |     |     |      |     |     |     |
| MLA | Mladost Tribunj |     |      |     |     |      |     |     |     |
| SOŠK | SOŠK Skradin    |     |      |     |     |      |     |     |     |
| VOD | Vodice          |     |      |     |     |      |     |     |     |
| ZAG | Zagora Unešić   |     |      |     |     |      |     |     |     |
| ZRI | Zrinski Kijevo  |     |      |     |     |      |     |     |     |
| |                 |     |      |     |     |      |     |     |     |
| podebljan rezultat - utakmice od 1. do 7. kola (1. utakmica između klubova) rezultat normalne debljine - utakmice od 8. do 14. kola (2. utakmica između klubova) rezultat nakošen - nije vidljiv redoslijed odigravanja međusobnih utakmica iz dostupnih izvora rezultat nakošen i smanjen * - iz dostupnih izvora nije uočljiv domaćin susreta prekrižen rezultat - poništena ili brisana utakmica p - utakmica prekinuta 3:0 p.f. / 0:3 p.f. - rezultat 3:0 bez borbe |                 |     |      |     |     |      |     |     |     |

 Izvori: 